# Maurice Kemp
Maurice Leroy Kemp (Miami, 2 febbraio 1991) è un cestista statunitense.

## Palmarès

### Squadra
- Campionato estone: 1

Kalev/Cramo: 2020-2021
- Coppa di Estonia: 1

Kalev/Cramo: 2020
- Coppa di Israele: 1

Bnei Herzliya: 2022
- Lega Lettone-Estone: 1

Kalev/Cramo: 2020-2021

### Individuale
- MVP Lega Lettone-Estone: 1

Kalev/Cramo: 2020-2021